# William Hussey
William Joseph Hussey (10 de agosto de 1862-28 de octubre de 1926) fue un astrónomo norteamericano destacado por el descubrimiento y estudio de las estrellas binarias estrechas. Entre 1898 y 1899 observó todas las estrellas binarias descubiertas por Otto Struve con un mínimo de 3 observaciones a cada una. Su pericia y eficiencia permitió realizar 1920 observaciones en un año, entre las cuales consiguió divisar 80 en una noche. En 1906 le fue otorgada la Medalla de Oro Lalande por parte de la Academia de las Ciencias Francesa por su carrera; hasta 1905, descubrió y mesuró 1327 estrellas binarias estrechas. Décadas después de su muerte, en 1973, la Unión Astronómica Internacional dio el visto bueno para que su apellido designara al cráter Hussey del planeta Marte.